# UFO Sweden
UFO Sweden és una pel·lícula sueca del 2022 dirigida per Victor Danell.

## Argument
1996. Denise, una adolescent rebel entregada a una família d'acollida, comença a creure que el seu pare, desaparegut vuit anys abans, no és mort, sinó segrestat per ovnis. Demana ajuda a una associació local d'OVNIs per intentar descobrir la veritat.

## Repartiment
- Inez Dahl Torhaug: Denise
- Jesper Barkselius: Lennart
- Eva Melander: Kicki
- Sara Shirpey: Tomi
- Oscar Töringe: Uno
- Håkan Ehn: Gunnar
- Isabelle Kyed: Töna
- Niklas Kvarnbo Jönsson: Karl-Tefat

## Producció
La història està ambientada a Norrköping i el rodatge va començar a l'agost de 2021

## Distribució
La pel·lícula es va estrenar als cinemes a Suècia el 25 de desembre de 2022. Guanyador de la Menció d'Honor dels Premis Next Wave 2023. A Itàlia es va presentar al Trieste Science+Fiction Festival.

## Crítica
El llargmetratge va rebre crítiques moderadament positives. Vito Sante a TaxiDrivers l'anomena "un bon producte amb els peus a terra que aconsegueix aixecar el cap fins i tot més enllà del temps i l'espai". Alexandra Heller-Nicholas d' Alliance of Women Film Journalists l'anomena "una petita pel·lícula encantadora amb un gran esperit".
A l'agregador de ressenyes Rotten Tomatoes, la pel·lícula ha rebut una puntuació 100% positiva basada en 7 ressenyes amb una puntuació mitjana de 7,80/10.